# Мисс Вселенная 1976
Мисс Вселенная 1976 (англ. Miss Universe 1976) — 25-й ежегодный конкурс красоты, проводился 11 июля 1976 года в Lee Theatre, Гонконг. За победу на нём соревновались 72 претендентки. Победительницей стала представительница Израиля Рина Мессингер. Паулина Дэвис победила в конкурсе Мисс Фотогеничность, Маргарет МакФларейн — в конкурсе Мисс Конгениальность, Рочио Лацкано — в конкурсе Лучший национальный костюм.

## Результаты

### Места
| Финальные результаты | Участник |
| -------------------- | --- |
| Мисс Вселенная       | - Израиль — Рина Мессингер |
| 1-я вице-мисс        | - Венесуэла — Худит Кастильо |
| 2-я вице-мисс        | - Уэльс — Сайан Эди-Джоунс |
| 3-я вице-мисс        | - Шотландия — Кэрол Грант |
| 4-я вице-мисс        | - Австралия — Джулия Исмей |
| Топ 12               | - Аргентина — Лилиан Дести - Чили — Мария Соммерс - Колумбия — Мария Абисамбра - Кюрасао — Аннеке Дикуйцен - Англия — Паулина Дэвис - Гонконг — Ровена Лам - Норвегия — Бенте Лихау |

## Специальные награды
| Премия                     | Участница                                 |
| -------------------------- | ----------------------------------------- |
| Мисс Конгениальность       | - Тринидад и Тобаго — Маргарет МакФларейн |
| Мисс Фотогеничность        | - Англия — Паулина Дэвис                  |
| Лучший национальный костюм | - Перу — Росио Ласкано                    |

## Судьи
| - Маргарета Арвидссон - Флоринда Болкан - Бритт Экланд - Марго Фонтейн - Альдо Гуччи | - Хенри д’Орлеан - Дэвид Ньюбиджинг - Роман Полански - Шао Жэньлэн - Фред Уильямсон |

## Участницы
| - Англия — Паулина Дэвис - Аргентина — Лилиан ДеАсти - Аруба — Синтия Бруйн - Австралия — Джулия Исмей - Австрия — Хайди Пассиан - Багамские Острова — Шерон Смит - Бельгия — Ивет Эльбрехт - Бермуды — Вивьен Холлис - Боливия — Каролина Эстевес - Бразилия — Катя Моретто - Венесуэла — Худит Кастильо - Внешние малые острова США — Лоррейн Баа - ФРГ — Биргит Хамер - Греция — Мелина Михайлиду - Гонконг — Ровена Лам - Гуам — Пилар Лагуана - Доминиканская Республика — Норма Лора - Израиль — Рина Мор - Индия — Наина Бальсавар - Индонезия — Юлианти Рахау - Ирландия — Элайн О’Хара - Исландия — Гудмунда Йоханнсдоттир - Испания — Ольга Фернандес - Италия — Диана Скаполан - Канада — Норманд Жак - Колумбия — Мария Абисамбра - Коста-Рика — Сильвия Пачеко - Кюрасао — Аннеке Дикуйцен - Либерия — Лоурин Джонсон - Люксембург — Моника Вилмс | - Малайзия — Фарида Норизан - Мальта — Мэри Сьянтар - Мексика — Карла Регера - Нидерланды — Йоханна Нилен - Никарагуа — Иванья Еник - Новая Зеландия — Дженни Кингскотт - Панама — Каролина Кьари - Парагвай — Нидия Карденас - Пуэрто-Рико — Элизабет Ортис - Сальвадор — Мирея Товар - Сингапур — Линда Там - США — Барбара Петерсон - Таиланд — Катария Арикул - Тринидад и Тобаго — Маргарет МакФларейн - Турция — Маноля Онур - Уругвай — Лейла Мартинес - Уэльс — Сайан Эди-Джоунс - Филиппины — Элизабет ДеПадуа - Финляндия — Сьюви Люккаринен - Франция — Моника Юльдарис - Чили — Мария Соммерс - Швейцария — Изабель Фишбахер - Швеция — Каролина Вестерберг - Шотландия — Кэрол Грант - Шри-Ланка — Геневив Парсонс - ЮАР — Синтия Классен - Югославия — Светлана Радойчич - Республика Корея — Чунг Кванг-Хьюн - Япония — Мияко Ивакуни |